# Elezioni legislative nei Paesi Bassi del 1982
Le elezioni legislative nei Paesi Bassi del 1982 si tennero l'8 settembre per il rinnovo della Tweede Kamer. In seguito all'esito elettorale, Ruud Lubbers, espressione di Appello Cristiano Democratico, divenne Ministro-presidente.

## Risultati
| Liste                                           | Voti      | %     | Seggi |
| ----------------------------------------------- | --------- | ----- | ----- |
| Partito del Lavoro                              | 2 501 665 | 30,40 | 47    |
| Appello Cristiano Democratico                   | 2 416 718 | 29,37 | 45    |
| Partito Popolare per la Libertà e la Democrazia | 1 899 346 | 23,08 | 36    |
| Democratici 66                                  | 350 900   | 4,26  | 6     |
| Partito Pacifista-Socialista                    | 187 394   | 2,28  | 3     |
| Partito Politico Riformato                      | 156 633   | 1,90  | 3     |
| Partito Comunista dei Paesi Bassi               | 147 699   | 1,79  | 3     |
| Partito Politico dei Radicali                   | 136 272   | 1,66  | 2     |
| Federazione Politica Riformatrice               | 124 222   | 1,51  | 2     |
| Partito di Centro                               | 68 415    | 0,83  | 1     |
| Alleanza Politica Riformata                     | 67 158    | 0,82  | 1     |
| Partito Popolare Evangelico                     | 56 457    | 0,69  | 1     |
| Partito Socialista                              | 44 922    | 0,55  | –     |
| Socialisti Democratici '70                      | 31 023    | 0,38  | –     |
| Partito Popolare della Destra                   | 21 967    | 0,27  | –     |
| Partito Cattolico Romano                        | 12 652    | 0,15  | –     |
| Altri <0,10%                                    | 5 139     | 0,06  | –     |
| Totale                                          | 8 228 582 | 100   | 150   |